# تاتول مانسریان
تاتول نُرایری مانسریان (ارمنی: Թաթուլ Նորայրի Մանասերյան؛ زادهٔ ۱۴ آوریل ۱۹۶۰) یک اقتصاددان سیاستمدار اهل ارمنستان است که از تاریخ ۲۰۰۳ تا تاریخ ۲۰۰۷ سمت نمایندگی دوره سوم مجلس ملی جمهوری ارمنستان را برعهده داشت.

## زندگی‌نامه
در ۱۴ آوریل ۱۹۶۰ در ایروان به دنیا آمد و از دانشگاه ملی تاراس شفچنکو کی‌یف فارغ‌التحصیل شد. نرایر مانسریان پدر وی بود.